# AI Summoners Saga
『AI Summoners Saga』（エーアイ サマナーズ サーガ）は、株式会社エーフォーワークスにより開発・運営されているスマートフォン向けブラウザゲーム。2024年10月10日にサービスが開始され、2025年4月15日にはモバゲー版がリリースされた。基本プレイ無料（アイテム課金制）。公式略称は『サマサガ』。

## 概要
プレイヤーは「サマナー」としてAIによって生成された「眷属（けんぞく）」と呼ばれるキャラクターを召喚し、ダンジョン探索型クエストや他プレイヤーとの非同期対戦（VSバトル）を行う。最大の特徴は、画像生成AIを用いたリアルタイム召喚システムであり、「プロンプト」と呼ばれるテキスト入力を通じて、完全ユニークなキャラクターを生成できる点にある。
対応プラットフォームはスマートフォン（iOS、Android）およびPCブラウザ。CAMPFIREにてクラウドファンディングを実施し、目標金額の259%を達成するなど開発初期から注目を集めていた。

## ストーリー
舞台は、突如ダンジョン化した東京都心の地下街。混乱する社会で、失われた古代の召喚術が再び脚光を浴びる。プレイヤーは伝説の召喚士として、危機に立ち向かいながら世界の平和を取り戻す冒険に出る。

## システム

### クエスト
クエストは、プレイヤーが眷属を率いてダンジョンを攻略するPvE（プレイヤー対環境）モードである。

#### ダンジョン構成
全20エリアに分かれたダンジョンで、スロットを選択しながら階層を進む。各エリアの最深部にはボスが出現し、撃破することで　　　次のエリアが解放される。

#### 戦闘と報酬
クエスト中の戦闘では、眷属の属性攻撃やステータスが結果を大きく左右する。戦闘や探索の結果、進化アイテムや「空のプロンプトカード」などのアイテムを獲得できる。

#### 行動力
クエスト進行には行動力を消費する。時間経過やアイテム「時の砂」を使用して回復が可能。

#### VSバトル
VSバトルは、他プレイヤーとの非同期型対戦モードであり、ランキングを競うPvP（プレイヤー対プレイヤー）コンテンツの一つである。

#### 対戦ルール
最大5体の眷属で編成したチームを使い、他プレイヤーのチームと戦う。
勝利条件: 相手の全眷属を撃破する。

#### ランキングシステム
勝利数に基づいて以下の3つのランキングが決定される
- 総合ランキング: ゲーム開始時からの累計勝利数
- 月間ランキング: 毎月の勝利数
- 週間ランキング: 毎週の勝利数

上位者には限定アイテムや称号が付与される。

#### 救援機能
対戦で敗北した場合、相手眷属をクエストに一度だけ召喚して利用可能。

### 召喚システム
「リアルタイムAI召喚システム」により、プレイヤーはプロンプト（文字列）を使用して完全ユニークなキャラクターを生成可能。

#### 召喚方法
ランダム召喚: プロンプトを指定せずにランダム生成。
プロンプト召喚: プレイヤーが指定したプロンプトを使用。

#### 亜種召喚
「亜種召喚」は、選択した眷属（キャラクター）をベースにして、類似した別のキャラクターを生成するシステム。いずれの召喚でも、生成されるキャラクターはユニークで、同一の絵柄が重複することはない。
ベースとなるキャラクターの特徴を残しつつ、目や髪の色などの一部要素を変更可能。プロンプトを追加することで、カスタマイズの幅を広げられるが、生成結果が必ずしも思い通りになるわけではない。

### 眷属の成長システム

#### 進化
進化アイテム「宝玉」を使用してキャラクターを進化可能。最大進化回数は召喚時に確定（最大1250回）。進化によりステータスやレアリティ（★1〜★5）が向上する。

#### 属性攻撃
眷属には7つの属性（火、水、土、雷、風、光、闇）があり、一部のモンスターに対して攻撃力が上昇する特性を持つ。

#### 眷属融合
「眷属融合」は、2体の眷属を組み合わせることで、キャラクターとパラメータを継承するシステム。キャラクターを残す側とパラメータを引き継ぐ側を選択して融合を行う。属性攻撃を転移させることが可能で、最大2つの属性攻撃を付与できる。

#### ゲームの特徴
ダンジョン探索とPvPの両立: クエストとVSバトルを通じて、PvEとPvPの両方を楽しめるバランス設計。ユニークなキャラクター生成: AIによるリアルタイム召喚で、完全オリジナルのキャラクターを作成。多彩なイベント: レイドイベントや限定クエストを通じて報酬を獲得可能。

#### 眷属のパラメータ
眷属の性能は、以下のパラメータによって決定される。これらの値がクエストやVSバトルでの戦闘結果に大きく影響を与える

#### 進化
最大進化回数（召喚時に確定）

#### 基本ステータス
- hp: 体力
- mp: 魔力
- atk: 攻撃力
- def: 防御力
- spd: 行動速度
- mag: 魔法攻撃力
- spr: 魔法防御力
- agi: 敏捷性
- crit: クリティカル率
- luck: 運
- 総合力

totalStrength: 全パラメータを総合した強さを表す値
これらのパラメータは、進化、融合、装備、イベント報酬などで強化することができる。戦略的なパラメータ管理が勝利の鍵となる。

### プロンプトシステム
「サマサガ」の大きな特徴のひとつがプロンプトシステムである。プレイヤーはゲーム内で以下のような多彩なプロンプトを組み合わせ、完全オリジナルのキャラクターを生成することができる。

#### プロンプトのカテゴリ
- 職業/種族: 戦士、剣士、魔法使い、巫女、忍者、エルフ、ドラゴン、ヴァンパイアなど
- 外見/特徴: 年齢、性別、髪型、表情、体型、肌の色など
- 背景/構図: 荒野、古代遺跡、雪山、森、星空、ダイナミックな構図など
- 武器/アクション: 剣、弓、魔法の杖、盾、ジャンプ、魔法を唱えるなど

#### プロンプトの例
- 戦士 + ロングヘアー + 炎の背景 + 剣を構える
- エルフ + 夢のような雰囲気 + 魔法の杖を持つ + 夜空の下

#### ゲーム内アイテム
- 英傑召喚石: イベント限定報酬。英傑召喚に使用し、完全ユニークなキャラクター画像を生成可能
- 時の砂: 使用すると行動力が全回復する
- プロンプトカード: プロンプト召喚で使用するカード
- 召喚石: 眷属召喚に必要な魔力を帯びた宝石
- 進化アイテム: 火炎の宝玉、紫紺の宝玉、守護の宝玉などの属性ごとのアイテム

#### 属性攻撃
眷属には7つの属性（火、水、土、雷、風、光、闇）が設定されており、特定のモンスターに対して攻撃力が上昇する。

### イベントシステム
イベント限定アイテム「英傑召喚石」が報酬として用意されている。

#### レイドイベント
レイドイベントでは、クエスト進行中に遭遇するレイドモンスターを討伐することでイベントポイントを獲得できる。ポイントを蓄積してランキング上位を目指し、限定報酬「英傑召喚石」を入手可能。
レイドモンスターは討伐するたびにレベルが上昇し、高レベルほど多くのポイントが獲得できる。属性攻撃を持つ眷属を編成に加えることで、与ダメージが増加し、さらに獲得ポイントがアップする仕組みがある。
他プレイヤーへの「救援依頼」や「救援攻撃」も可能で、協力プレイが推奨されている。

#### クエストイベント
イベント専用クエストを攻略し、エリアボスを討伐することでイベントポイントを獲得できる。ポイントランキング上位者には限定アイテム「英傑召喚石」などの報酬が贈られる。
エリアボスは討伐するたびにレベルが上昇する。エリアによってボスの初期レベルや上限レベルが異なる。イベント専用の召喚で属性攻撃を持つ眷属を入手し、弱点属性での攻略が有効となる。

## クラウドファンディングと開発経緯
本作はCAMPFIREにてクラウドファンディングを実施し、目標金額の259%を達成。集まった資金は、UI/UXの改善や機能追加、開発体制の強化に活用された。リアルタイム生成技術を活かした本作は、オフラインイベントでの試みから生まれたアイデアを基に設計された。

## バージョンアップ履歴

### 2024年
- 3月: アルファ版リリース。クラウドファンディングを経てプレイヤーのフィードバックを収集
- 5月: テストプレイ用ベータ版を公開。以下の主要機能を実装
  - プレイヤーアバターAI生成機能
  - クエスト踏破報酬およびミッション機能
  - 広告非表示機能
  - プレゼントボックスおよびログインボーナス機能

- 6月: 以下の追加機能を実装
  - 眷属イメージ再生成機能
  - 進化をまとめて行う機能
  - 背景画像リテイク申請機能

- 7月: ランキング機能および眷属ランキングを実装。VSバトルの救援機能を追加
- 9月: 正式版の準備として、UIデザインのブラッシュアップを実施
- 10月10日: 正式サービス開始。以下の新機能を追加
  - レイドイベントおよびクエストイベントの実装
  - 英傑召喚石を報酬とするイベントシステムの導入

- 11月: 以下の機能を追加
  - プロンプトの再取得機能
  - 眷属進化のリセット機能
  - クエストバランス調整
  - BGMおよび眷属スキルの導入

### 2025年
- 4月15日: モバゲー版サービス開始

## 今後のアップデート予定
以下の機能追加が公式より発表されている(2025年1月27日時点)
- キャラクターボイスの実装
- 武器生成機能の追加
- 称号システムの導入

## ご利用環境
- 対応端末: iOS、Android、PCブラウザ
- 基本プレイ無料: 一部アイテム課金あり
- ログイン: Googleアカウント、Xアカウント、メールアドレスのいずれか必要